# Spada (зенитный ракетный комплекс)
Spada («Спа́да», в переводе с итальянского «меч») — итальянский зенитный ракетный комплекс малой и средней дальности. Разработан и производился итальянской фирмой Selenia Industrie Elettroniche Associate (в настоящее время входит в состав MBDA). В качестве зенитной управляемой ракеты комплекс использует ракету Aspide, изначально разработанную как ракета класса «воздух — воздух».
Комплекс был разработан в конце 1970-х годов и принят на вооружение в 1983 году. В 1994 году была разработана модернизированная версия Spada 2000, отличающаяся бо́льшей дальностью стрельбы. По состоянию на 2024 год, ЗРК Spada состоит на вооружении в Италии, Испании, Пакистане, Таиланде и на Украине.

## История создания
К середине 1970-х годов командование ВВС Италии пришло к выводу о необходимости усиления противовоздушной обороны (ПВО) аэродромов, которая обеспечивалась лишь зенитной артиллерией, недостаточно эффективной против современных реактивных самолётов. По этой причине было принято решение о создании зенитно-ракетного комплекса (ЗРК) собственной разработки. Эти работы были поручены фирме Selenia Industrie Elettroniche Associate и начаты во второй половине 1970-х годов. Для ускорения разработки широко использовались уже готовые и испытанные компоненты. В частности, ракета Aspide Mk.1 была изначально создана как ракета «воздух-воздух» и затем приспособлена для использования в корабельном ЗРК Albatros-Aspide. На основе радиолокационной станции (РЛС) Orion 30X этого корабельного ЗРК была разработана РЛС сопровождения и подсветки цели TIR. Испытания прототипа ЗРК Spada были проведены в 1977 году, в 1982—1983 годах была проведена полная техническая и эксплуатационная оценка системы. Первая батарея ЗРК Spada поступила на вооружение в 1983 году.

## Конструкция
Spada представляет собой полустационарный зенитно-ракетный комплекс малой и средней дальности, предназначенный для защиты наиболее ценных тыловых объектов, в первую очередь аэродромов (объектовая ПВО) от средств воздушного нападения противника. Средством поражения комплекса является одноступенчатая твердотопливная ракета с полуактивной радиолокационной головкой самонаведения. Комплекс существует в двух вариантах, базовом Spada и модернизированном Spada 2000. 

### Состав комплекса
Основной единицей комплекса Spada/Spada 2000 является батарея, которая состоит из командного пункта управления, он же центр обнаружения (Detection Centre, DC) и двух — четырёх огневых секций (Firing Section, FS). В состав каждой секции могут входить от одной до трёх пусковых установок (с шестью ракетами на каждой), соответственно батарея Spada может включать в себя до 12 пусковых установок (до 72 готовых к пуску ракет). Фактически в странах, имеющих комплекс на вооружении, используются батареи, состоящие из двух — трёх огневых секций с двумя пусковыми установками в каждой.
В обеих версиях, командный пункт управления включает в себя командный пункт батареи (Operation Control Center, OCC), а также РЛС обнаружения и сопровождения целей (Search and Interrogation Radar, SIR) и электрический генератор мощностью 75 кВт, размещённый на одноосном прицепе. Огневая секция состоит из пункта управления секцией, он же центр управления огнём (Fire-Control Centre, FCC) с РЛС сопровождения и подсветки цели (Tracking and Illuminating Radar, TIR), шестизарядных пусковых установок (ПУ) с ракетами Aspide, электрического генератора на одноосном прицепе и грузовых автомобилей с гидравлическим краном, при помощи которых осуществляется перезарядка пусковых установок, а также их буксировка на новое место. В боевом положении все элементы комплекса устанавливаются на местности стационарно, выравниваясь при помощи домкратов, в походном положении к ним присоединяется колёсный ход. Командный пункт управления связывается с огневыми секциями при помощи двух радиолиний и может располагаться на удалении до 5 км, пункт управления секцией соединён с пусковыми установками телефонным кабелем и может располагаться на расстоянии до 100 м от них.

Состав ЗРК Spada
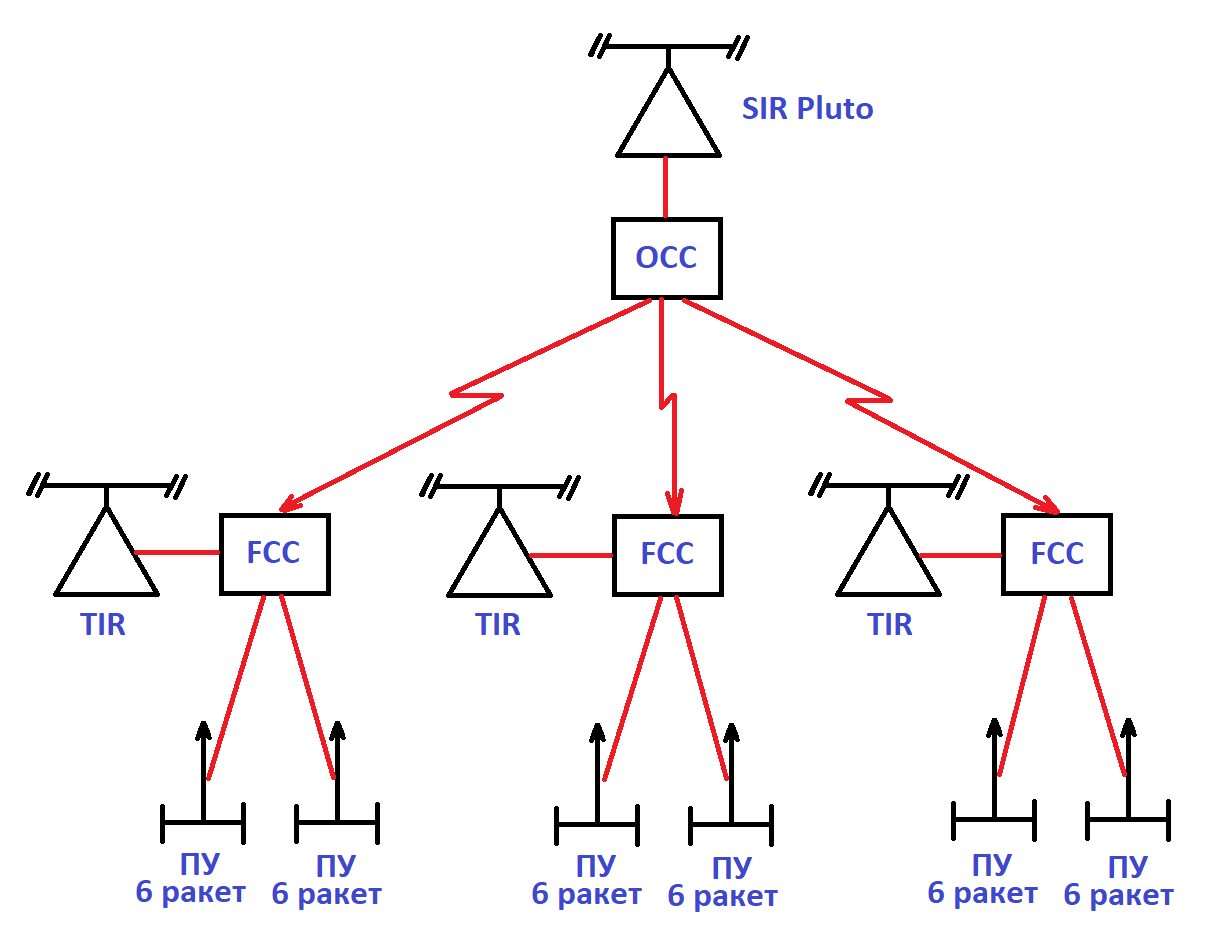
Батарея ЗРК Spada ВВС Италии
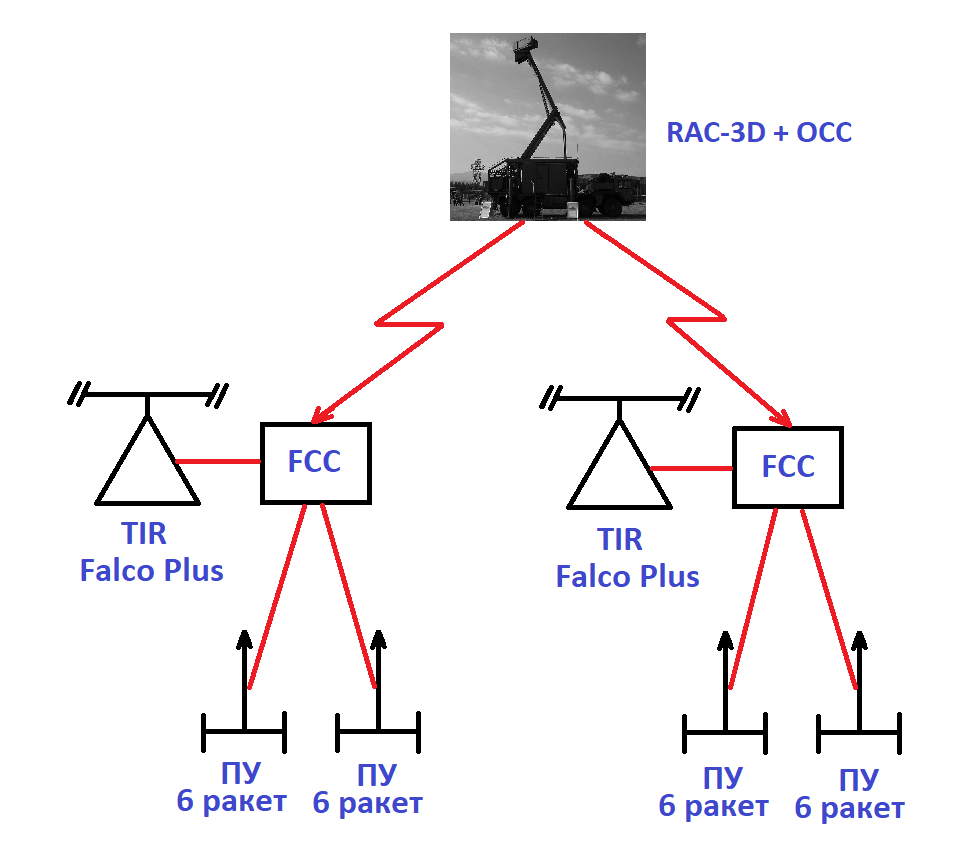
Батарея ЗРК Spada 2000 ВВС Испании

### Функционирование комплекса
Боевое применение комплекса производится следующим образом. Приближающаяся цель обнаруживается и берётся на сопровождение радиолокатором SIR, также возможно обнаружение и сопровождение цели при помощи радиолокатора TIR или электронно-оптической (телевизионной) системы, смонтированной на пункте управления огневой секцией. Информация обрабатывается операторами пункта управления секцией, которые производят опознавание цели и принимают решение на её обстрел, после чего информация передаётся на пункт управления секции. Далее цель берётся на сопровождение РЛС TIR и пусковые установки разворачиваются в направлении к цели. Когда расчётная точка перехвата оказывается в зоне досягаемости ракет, выбранная пусковая установка производит пуск от одной до двух ракет Aspide. В полёте ракета принимает отражённый от цели радиосигнал РЛС и направляется к цели, используя наведение по методу пропорционального сближения. При сближении ракеты с целью на необходимое расстояние (либо при прямом попадании) по команде от головки самонаведения ракеты производится подрыв боевой части. Оценка результатов атаки производится путём радиолокационного наблюдения, а также с использованием электронно-оптической системы. Основные процессы боевой работы комплекса выполняются автоматизированно под контролем операторов, время реакции комплекса от обнаружения цели до пуска ракеты не превышает 20 секунд и обычно составляет 10-15 секунд, атака следующей цели может быть произведена через 5 секунд.

### Возможности комплекса
Комплекс Spada способен поражать цели в сложных погодных условиях и при применении противником помех. В базовой версии комплекса максимальная дальность поражения составляет 15 км, высота поражения — от 10 м до 6 км, вероятность поражения цели одной ракетой оценивается в 80 %. В модернизированной версии Spada 2000 максимальная дальность поражения целей увеличилась до 24 км (по другим данным — до более чем 25 км), что перевело его в разряд комплексов средней дальности (от 20 до 100 км), максимальная высота поражения цели возросла до 8 км. В обеих версиях, каждая огневая секция может одновременно обстреливать одну цель, таким образом, количество одновременно обстреливаемых комплексом целей зависит от количества огневых секций и на практике составляет 2-3 цели. Для перемещения комплекса, включая 48 транспортно-пусковых контейнеров с ракетами, необходимо 14 грузовых автомобилей (как правило, Fiat 6×6), три из которых должны быть оборудованы автокраном. Комплекс является авиатранспортабельным и может перевозиться транспортными самолётами С-130 и тяжёлыми транспортными вертолётами CH-47.

### Ракеты

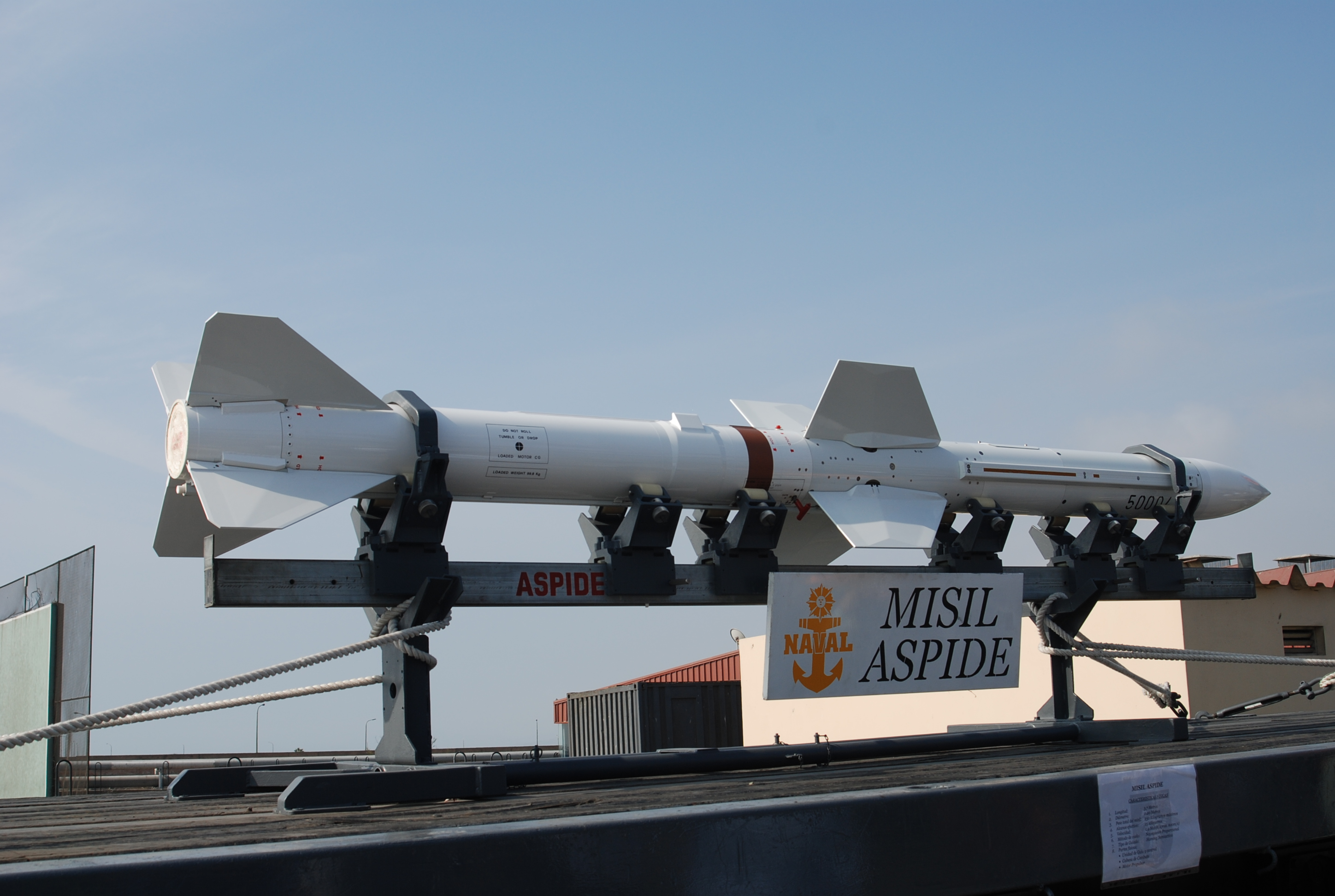
Ракета Aspide Mk.1

В базовой версии комплекса используется одноступенчатая ракета Aspide Mk.1, созданная на основе американской ракеты AIM-7 Sparrow. Длина ракеты составляет 3,7 м, диаметр корпуса — 0,203 м, размах крыльев — 0,68 м, стартовая масса — 220 кг. Двигатель ракеты твердотопливный, весом 54 кг, время горения — 3,5 с, сообщает ракете максимальную скорость около 2 М. Головка самонаведения полуактивная радиолокационная, моноимпульсная, работающая в J-диапазоне частот. Боевая часть весом 33 кг осколочно-фугасная, с готовыми поражающими элементами, снабжена контактным и бесконтактным радиолокационным взрывателями. Ракета хранится, транспортируется и размещается на пусковой установке в герметичном транспортно-пусковом контейнере.
В модификации Spada 2000 используется ракета Aspide 2000. При той же длине и размахе крыла она отличается применением более мощного двигателя, в результате стартовая масса ракеты возросла до 241 кг, а диаметр корпуса в районе двигателя увеличился до 0,234 м (в носовой части ракеты диаметр корпуса остался прежним). Максимальная скорость ракеты возросла до более чем 2,5 М. Ракета может маневрировать с перегрузками до 9g, ее головка самонаведения обладает улучшенными возможностями работы в условиях применения противником средств радиоэлектронной борьбы.

### Командный пункт управления
Командный пункт управления OCC обеспечивает боевую работу всего комплекса, в нем происходит обработка информации об обнаруженных целях, их идентификация и принятие решения на обстрел. В базовой версии комплекса командный пункт располагается в отдельном контейнере, в котором находятся три рабочих места оператора и вся необходимая аппаратура. Контейнер устанавливается на местности при помощи специальных домкратов, при необходимости перемещения к контейнеру присоединяются две пары колёс, после чего он буксируется грузовым автомобилем. Основу аппаратуры составляют два компьютера NDC-1700, рабочие места операторов оборудованы мониторами, на которых отображаются отметки целей и буквенно-цифровая информация, клавиатурами для ввода информации в компьютеры и блоками управления и контроля. Первый оператор контролирует назначенные для своей авиации «зоны безопасности», предотвращая пуск ракеты по дружественным самолётам. Второй оператор управляет РЛС SIR (Pluto), выбирая способ борьбы с помехами, переключает при необходимости поляризацию сигнала (с горизонтальной на круговую), включает режим селекции целей. Третий оператор, являющийся командиром расчёта комплекса, занимается опознаванием целей, выбором из них наиболее опасных, принимает решение на поражение конкретных целей и распределяет их между огневыми секциями.
В модификации Spada 2000 командный пункт управления совмещён в одном блоке с РЛС обнаружения и сопровождения целей RAC-3D, количество операторов сокращено до двух.

### Пункт управления огневой секцией
Пункт управления огневой секции FCC обеспечивает управление РЛС сопровождения и подсветки цели, а также пусковыми установками. Располагается в отдельном контейнере, в котором находится рабочее место одного оператора и необходимая аппаратура. Оператор производит пуск ракет, отслеживает их в полёте и контролирует результаты поражения цели. При необходимости (например, если произведён пуск по союзной цели) оператор может выдать команду на самоликвидацию ракеты.

### РЛС обнаружения и сопровождения целей

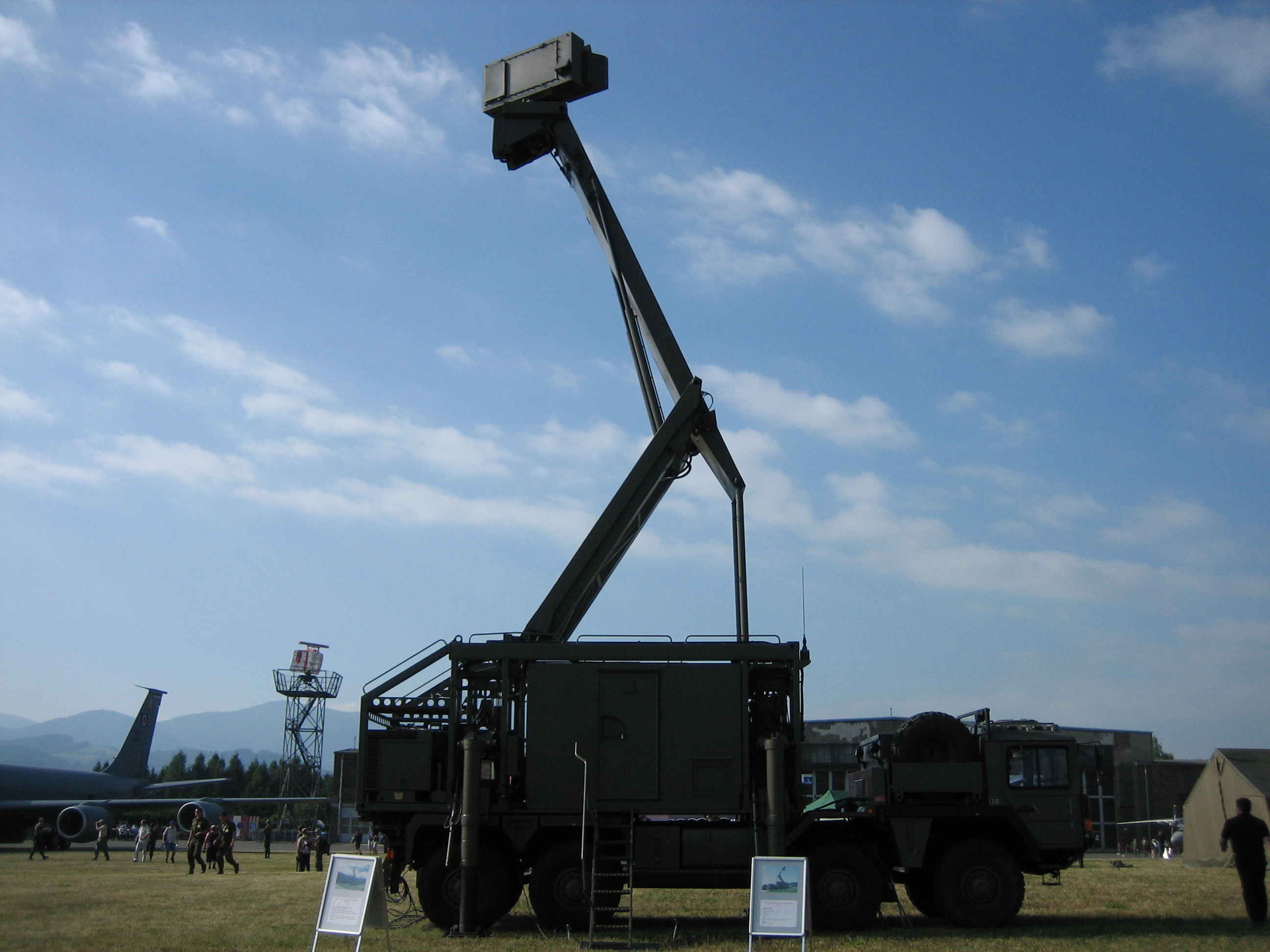
РЛС RAC-3D

В базовой версии комплекса в качестве РЛС обнаружения и сопровождения целей SIR используется станция Pluto, состоящяя из антенны и расположенного в отдельном контейнере электронного оборудования. РЛС работает в F-диапазоне (3000 — 4000 МГц), мощность излучения передатчика 135 кВт, скорость вращения антенны 15 об/мин. РЛС способна обнаруживать и сопровождать до 10 целей одновременно на расстоянии до 50 км, в том числе на малых высотах и в сложной помеховой обстановке.
В версии Spada 2000 используется РЛС RAC-3D с антенной на мачте, способной подниматься на высоту до 13 м. РЛС работает в С-диапазоне, способна обнаруживать и отслеживать до 100 целей на расстоянии до 60 км (по другим данным — до 100 км) и на высоте до 9 км. В версии комплекса, находящейся на вооружении ВВС Италии, применена РЛС KRONOS Land, способная обнаруживать цели на расстоянии до 250 км.

### РЛС сопровождения и подсветки цели
РЛС сопровождения и подсветки цели TIR имеет два передатчика, размещённых на одной антенне. Первый из них, работающий в I-диапазоне (8000 — 1000 МГц), предназначен для сопровождения цели, второй, работающий в J-диапазоне (10000 — 20000 МГц), используется для подсветки цели. В случае необходимости, РЛС может работать и в режиме обнаружения целей, производя круговое или секторное сканирование воздушного пространства. Антенна может поворачиваться по азимуту на 360°, по углу места от 0 до 70°. Также на РЛС размещена электронно-оптическая (телевизионная) система, служащая в качестве дополнительного средства для сопровождения и идентификации цели, а также оценки результатов её поражения.
В модификации Spada 2000 используется улучшенная версия РЛС — Falco Plus, работающая в I-диапазоне. Антенна РЛС вращается на 360° со скоростью 90°/с, ширина и высота луча 2,2°, дальность обнаружения целей — до 50 км.

### Пусковые установки
Пусковые установки шестизарядные (два ряда по три ракеты, размещённых в транспортно-пусковых контейнерах). В боевом положении установка опирается на четыре регулируемые по высоте выносные опоры (аутригеры), в походном положении к ней присоединяется четырёхколёсный ход. Пусковая установка способна поворачиваться по азимуту на 360° со скоростью 50°/с, угол возвышения фиксированный и составляет 30°.

## Модификация Spada 2000
Разработанная в 1994 году модификация Spada 2000 (и ее версия Spada 2000 Plus) отличается от базовой версии использованием более дальнобойной и эффективной ракеты Aspide 2000, применением новой РЛС обнаружения и сопровождения RAC-3D, имеющей бо́льшую дальность обнаружения целей и способной отслеживать большее количество целей, а также использованием улучшенной РЛС сопровождения и подсветки цели Falco Plus. Командный пункт управления совмещён в одном блоке с РЛС RAC-3D, количество его операторов сокращено с трёх до двух, он получил возможность управлять огнём, помимо собственных огневых секций, ещё до 10 других средств ПВО (автоматических зенитных орудий, ракетных установок малой дальности), развёрнутых в радиусе 10 км, организуя местную сеть противовоздушной обороны. Комплекс может быть интегрирован в национальную систему ПВО. Комплекс Spada 2000 производился компанией MBDA в кооперации с рядом других фирм. В частности, РЛС RAC-3D изготавливается французской промышленной группой Thales, РЛС Falco Plus и KRONOS Land — итальянским холдингом Leonardo.

## Производство и служба
Первый контракт на поставку ЗРК Spada для ВВС Италии был подписан с фирмой Selenia Industrie Elettroniche Associate в 1980 году. Первая батарея была поставлена в 1983 году, всего к 1986 году было заказано 12 батарей, а в 1991 году — ещё 4 батареи. Каждая батарея включает три огневые секции по две пусковые установки, итого 6 пусковых установок на батарею. Впоследствии комплекс был модернизирован до версии Spada 2000. В Италии основной задачей комплексов стала противовоздушная оборона аэродромов. Планируется, что в 2020-х годах комплексы Spada ВВС Италии будут заменены новым зенитно-ракетным комплексом MAADS, использующим ракету CAMM-ER. По состоянию на 2023 год, по данным справочника The Military Balance, на вооружении ВВС Италии находились две батареи комплекса Spada.
В 1986 году ВВС Таиланда заключили контракт на поставку одной батареи Spada (две огневые секции по две пусковые установки), комплекс был поставлен в 1988 году. В 2019 году в Таиланд был поставлен ЗРК VL-MICA, который, по сообщениям СМИ, должен был заменить комплекс Spada. В то же время, о снятии комплекса с вооружения официально не сообщалось, справочник The Mulitary Balance по состоянию на 2023 год продолжает указывать наличие ЗРК с ракетами Aspide на вооружении Таиланда.
В 1996 году ВВС Испании заказали две батареи Spada 2000 (в каждой две огневые секции по две пусковые установки) и 51 ракету Aspide 2000, первая батарея была поставлена в 1998 году. Помимо собственных пусковых установок, каждая батарея может управлять огнём до четырёх ПЗРК Mistral, расположенных на транспортных средствах. Комплексы состоят на вооружении эскадрона поддержки воздушного развёртывания (EADS), расположенного на авиабазе Сарагоса. В конце 2022 года одна батарея Spada 2000 из состава ВВС Испании была передана Украине, вместо неё будет закуплена батарея ЗРК NASAMS.
В 2007 году был заключён контракт на сумму €415 млн, включающий в себя поставку 10 батарей Spada 2000 (в каждой две огневые секции по две пусковые установки, суммарно 40 пусковых установок) и 750 ракет Aspide 2000 для ВВС Пакистана. Комплексы и ракеты были поставлены в 2010—2013 годах. В Пакистане комплексы используются для обеспечения ПВО авиабаз.
Украина получила одну батарею Spada 2000 из состава ВВС Испании в конце 2022 года. По сообщениям СМИ, в конце 2022 — начале 2023 года планировалась передача Украине комплексов Spada 2000 из состава ВВС Италии, также о рассмотрении возможности передачи комплексов заявляла премьер-министр Италии Джорджа Мелони. Официально информация о поставках не подтверждена, поскольку Италия не раскрывает детали военной помощи Украине. По состоянию на февраль 2024 года, подтверждений боевого применения комплексов Spada на Украине нет.
В некоторых источниках указывается на использование комплекса Spada 2000 Кувейтом, в то же время компания-производитель не подтверждает эту информацию, указывая только на использование ракет Aspide 2000 на имеющихся у Кувейта зенитно-ракетных комплексах Skyguard/Aspide (Amoun). Также, наличие комплексов Spada 2000 у Кувейта не подтверждается справочником The Military Balance.
| Страна   | Количество батарей | Количество пусковых установок | Версия комплекса   | Статус на 2024 год                 |
| -------- | ------------------ | ----------------------------- | ------------------ | ---------------------------------- |
| Италия   | 16                 | 96                            | Spada → Spada 2000 | на вооружении (2 батареи)          |
| Пакистан | 10                 | 40                            | Spada 2000         | на вооружении (10 батарей)         |
| Испания  | 2                  | 8                             | Spada 2000         | на вооружении (1 батарея)          |
| Таиланд  | 1                  | 4                             | Spada              | на вооружении (1 батарея)          |
| Украина  | 1                  | 4                             | Spada 2000         | на вооружении (не менее 1 батареи) |

Примечание:

1 — Переданы Испанией. Возможно, ещё несколько комплексов переданы Италией